# Rugalmas közlekedési rendszer
A rugalmas közlekedési rendszer, más néven igényvezérelt közlekedési rendszer (angolul: flexible transport systems, demand responsible transport, DRT) olyan közlekedési rendszer, ahol – a hagyományos tömegközlekedési rendszerektől eltérően – a menetrendet vagy a közlekedési útvonalat, vagy mindkét jellemzőt – a rugalmasság fokától függő keretek között – az utasok aktuális utazási igényei szerint határozzák meg. Az ilyen rendszer szolgáltatásának színvonala meghaladja a hagyományos tömegközlekedési rendszerét, de nem éri el a taxiszolgáltatásét.

## Típusai, csoportosítása, elméleti alapmodellek
A rugalmas rendszerek egyik lehetséges csoportosítása szerint három rendszerjellemző vizsgálatával (menetrend rugalmassága, útvonal rugalmassága, felhasználók köre) nyolc alapmodell hozható létre.
A gyakorlatban alkalmazható mintamodellek:
- betegszállítás
- mozgáskorlátozottak szállítása
- iskolások szállítása
- hagyományos tömegközlekedés kiegészítése
- ritkán lakott térségek kiszolgálása
- taxi jellegű prémiumszolgáltatás

## Rugalmas közlekedési rendszerek Magyarországon
2006. november 3. óta Budapesten a 937-es éjszakai autóbuszvonal a hagyományos tömegközlekedés kiegészítésére jött létre.
2007. február 23-ától Nyíregyházán egy kettős célú rugalmas közlekedési hálózat működik, ami csúcsidőn kívül a ritkán lakott külterület kiszolgálását, csúcsidőben mozgáskorlátozottak szállítását segíti.
Miskolcon a ZOO busz közlekedik igény szerint. A busz telefonon vagy a www.hivomabuszt.hu oldalon igényelhető. Az eredeti tervek szerint csak a május és szeptember közti időszakban közlekedő, újonnan indított járat működését az érdeklődés miatt meghosszabbították. 2013 folyamán az igény szerinti közlekedést több más járaton (3A, 21, 24, 31, majd 3A, 20, 21) is tesztelték, a hajnali és esti órákban.
2013. november 4-étől Budapesten a 219-es busz teljesen, a 260-as busz részben igényvezérelt módon közlekedett.
2014. április 1-jétől Budapesten (a budapesti vonalszakasz egy kisebb részén és a teljes solymári szakaszon) a 157-es busz részben igényvezérelt módon közlekedik.
2014. október 1-jétől Budapesten a 65-ös, október 6-ától a 297-es és a 298-as busz részben igényvezérelt módon közlekedik.
2015. május 9-én és 10-én pályafelújítás miatt Kerepes és Gödöllő között nem közlekedett a H8-as HÉV, melynek pótlására három buszjáratot indítottak. A H8SZ jelzésű járat csak előzetes igénybejelentés esetén közlekedett, Mogyoród és Szentjakab között. Azóta a Mogyoród és Szentjakab állomásokat is érintő tervezett pótlások idején a H8SZ jelzésű járat ugyanilyen rendszerben közlekedik.
2016. január 16-ától a 260-as busz vonalán a telebusz rendszer megszűnt, minden busz végig megy az útvonalon.